# 19258 Gongyi
19258 Gongyi è un asteroide della fascia principale. Scoperto nel 1995, presenta un'orbita caratterizzata da un semiasse maggiore pari a 2,2947582 UA e da un'eccentricità di 0,1397687, inclinata di 7,46305° rispetto all'eclittica.